# Bitllet Edmondson

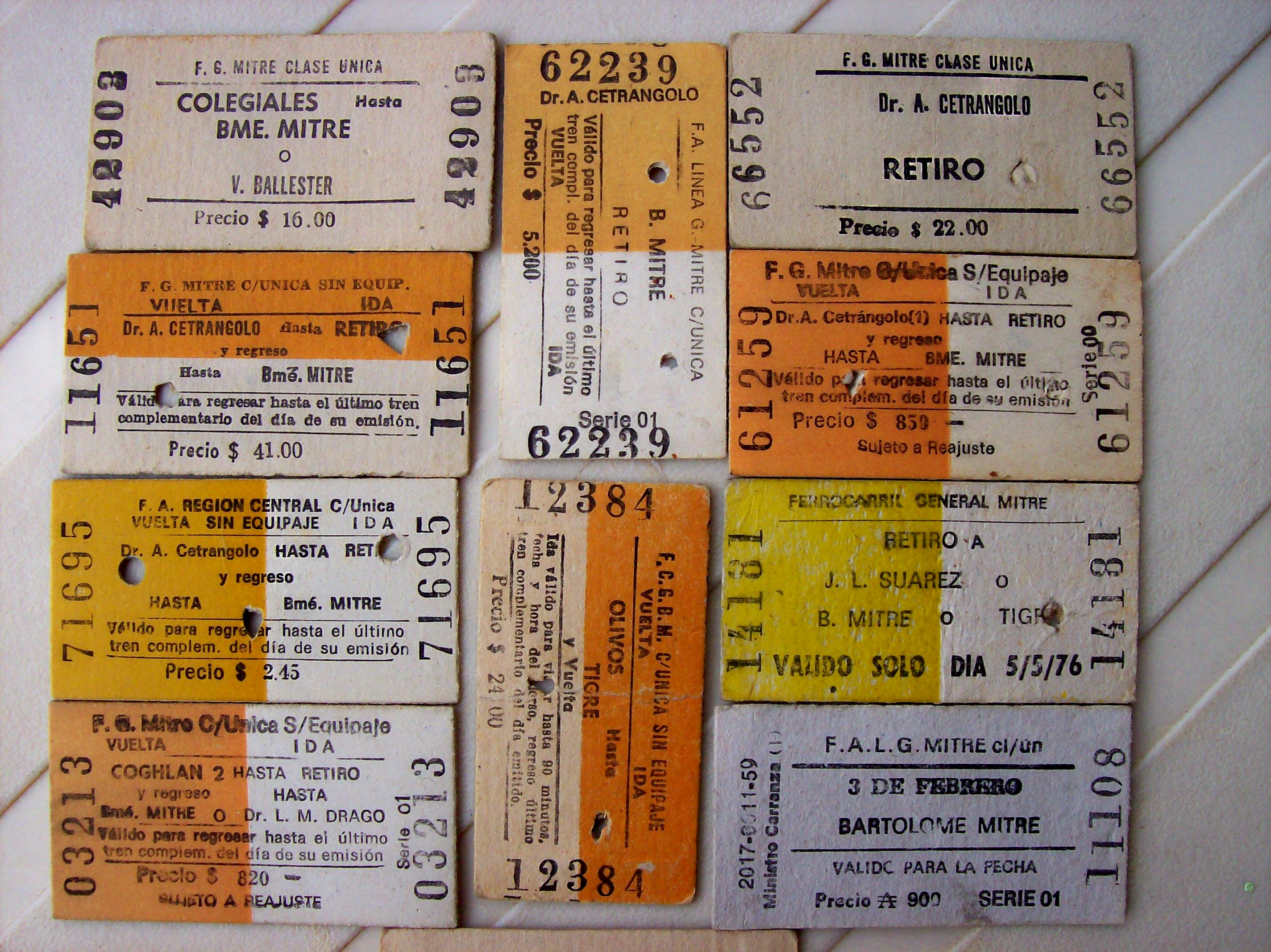
Varietat de bitllets Edmondson

El  bitllet Edmondson  és un sistema que involucra la impressió, emmagatzemat, datat, comptabilització i control de passatges en els ferrocarrils. Ideat al voltant de la dècada del 1840 per Thomas Edmondson, de qui pren el nom, un experimentat ebenista que exercia com a cap d'estació en el ferrocarril de Newcastle i Carlisle. El seu ús es va expandir a gran part del món juntament amb els ferrocarrils de capital britànic, i va perdurar fins al seu reemplaçament per sistemes més moderns en les últimes dècades del segle xx.

## Característiques

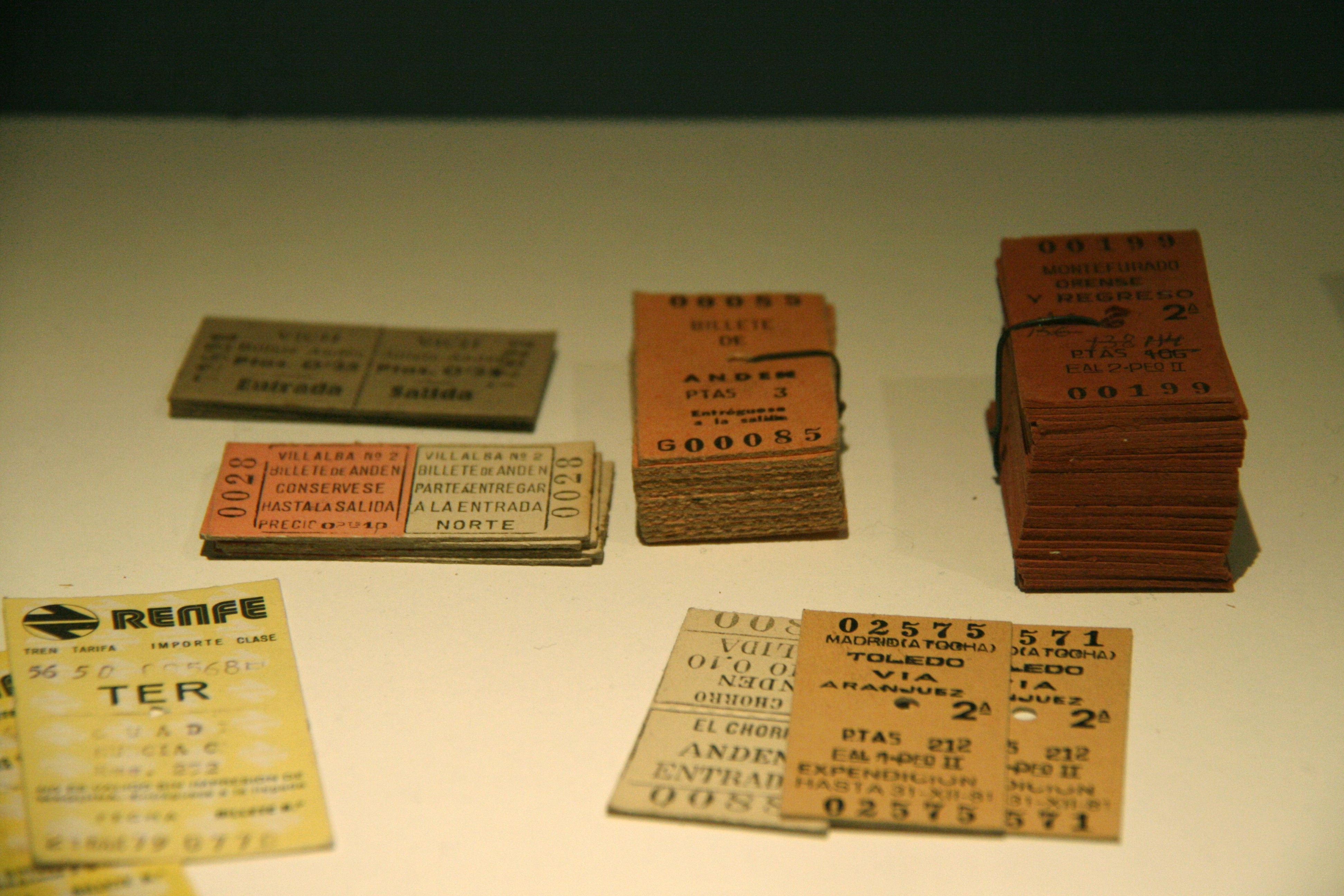
Mostra de bitllets de tren

Els bitllets eren impresos en targetes de cartró d'uns 2,5 cm per 5 cm i numerats en els seus costats, imprimint la data corresponent al moment de la seva emissió per una màquina específica. Al seu torn, eren generalment ordenats en unes caselles especials (estretes i altes) segons la seva destinació. Era normal l'ús de diferents colors o combinacions d'ells per facilitar la tasca de distinció dels diferents ramals o seccions.

## Història
Entre 1967 i 1999, RENFE els va substituir per bitllets de cartolina (sistema Hugin) impresos directament a la taquilla (la mostra groga de la part inferior esquerra de la foto) i més tard en el cas de rodalies per bitllets de paper. British Rail va tancar la seva última impremta de bitllets Edmondson el 1988, deixant definitivament de circular el febrer de 1990. Ferrocarrils Argentins els va utilitzar fins a la seva dissolució el 1993, i algunes concessionàries privades els van mantenir per un temps. Els Bitllets Edmondson encara s'imprimeixen i distribueixen (a través de comanda per Internet) per part de "Druckerei Aeschbacher" a Worb (Berna / Suïssa). Hi ha grups i associacions fans de bitllets tipus Edmondson , dedicats a la col·lecció i difusió dels vells bitllets de cartró.